# Nicholas P. Samios
Nicholas Peter Samios (* 15. März 1932 in New York City) ist ein griechisch-US-amerikanischer experimenteller Elementarteilchenphysiker.
Samios (der in Livadi auf der Insel Kythira in Griechenland aufwuchs) studierte Physik an der Columbia University, wo er 1953 seinen Bachelorabschluss machte und dort 1957 promoviert wurde. Danach war er dort Instructor und ab 1959 am Brookhaven National Laboratory (BNL), wo er schon 1952 als Student in der Sommerpause war und ab 1962 Senior Physicist war. Er war dort Leiter verschiedener Abteilungen und 1982 bis 1997 Direktor des Labors. Ab 1997 war er Distinguished Senior Scientist am BNL, ab 1998 stellvertretender Direktor und ab 2003 Direktor des RIKEN BNL Research Center (RBRC). 1970 bis 1995 war er Adjunct Professor an der Columbia University.
In seiner Zeit als Labordirektor wurde am BNL der RHIC gebaut (er ging 2000 in Betrieb), ein Schwerionenbeschleuniger, mit dem unter anderem die Bildung des Quark-Gluon-Plasmas untersucht wurde.
1993 erhielt er mit Robert Brian Palmer und Ralph P. Shutt den Panofsky-Preis für die Entdeckung des Omega Minus Teilchens 1964, einer wichtigen Bestätigung des Quark-Modells (es besteht aus drei Strange-Quarks und war 1961 vorhergesagt worden). Dies gelang am damals größten Teilchendetektor, der 80 inch Blasenkammer des BNL am AGS-Synchrotron. Er war in den 1950er Jahren auch an Experimenten über die Paritätsverletzung bei Hyperon-Zerfällen beteiligt.
Er war auch lange Jahre an Neutrino-Streu-Experimenten am BNL und Fermilab beteiligt, die unter anderem zur Entdeckung des Charm-Lambda-Teilchens führten, des ersten entdeckten Baryons mit Charm-Quarks. Außerdem führte er frühe Messungen über den Wirkungsquerschnitt der elastischen Elektron-Neutrino Streuung aus und erzielte experimentelle Schranken für Neutrinooszillationen.
1980 erhielt er den Ernest-Orlando-Lawrence-Preis und den Physik und Mathematik Preis der New York Academy of Sciences. 2009 erhielt er die Gian-Carlo Wick Goldmedaille. 2001 erhielt er den Bruno-Pontecorvo-Preis des JINR in Dubna.
Er ist Fellow der American Physical Society, der National Academy of Sciences, der American Academy of Arts and Sciences, der American Association for the Advancement of Science und korrespondierendes Mitglied der Akademia Athenon.
Er ist seit 1958 mit Mary Linakis verheiratet, hat zwei Söhne und eine Tochter.